# 마이클 코언

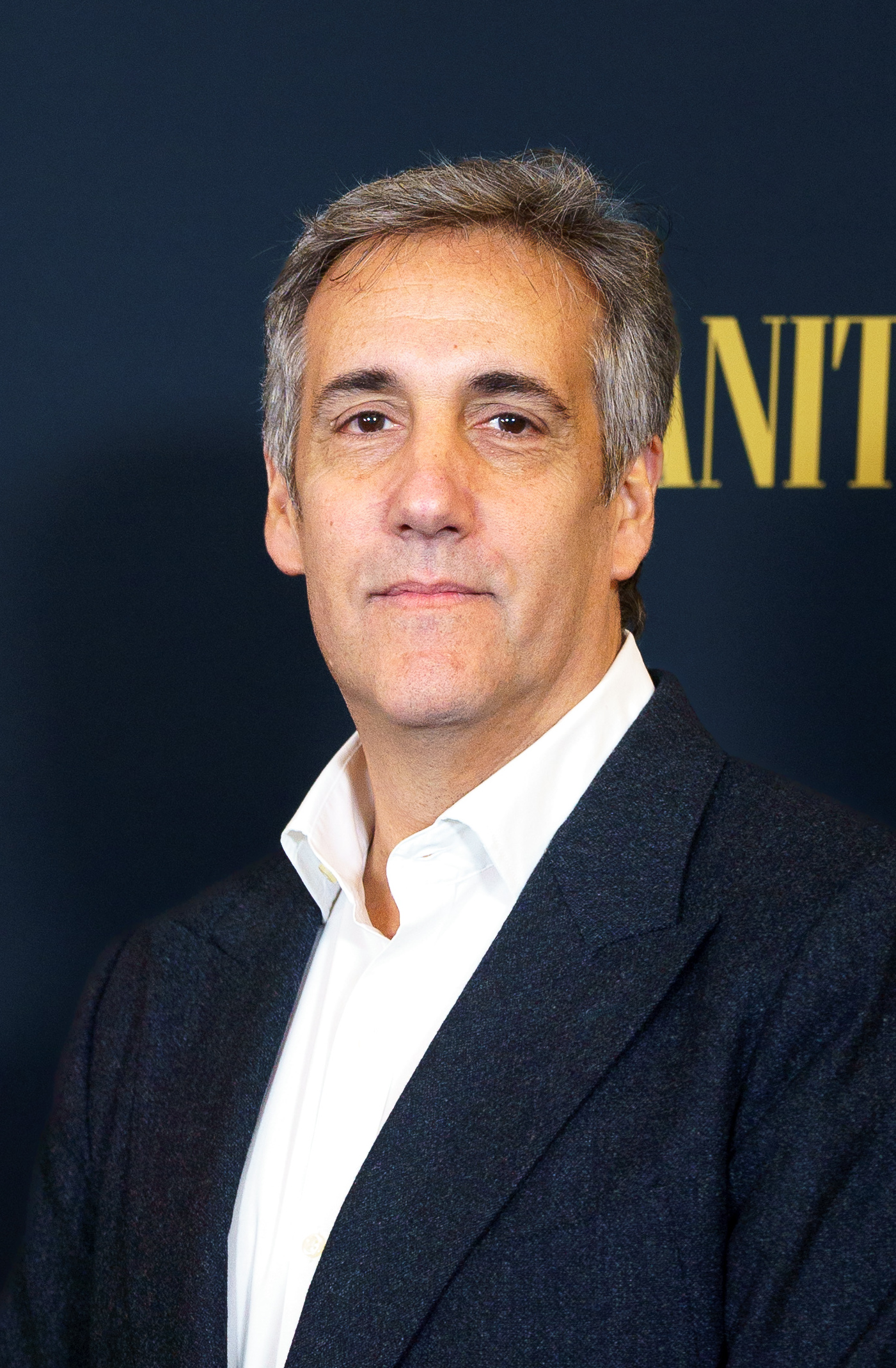
마이클 딘 코언(2024년)

마이클 딘 코언(영어: Michael Dean Cohen, 1966년 8월 25일~ )은 미국의 기업인, 변호사다. 그는 2006년부터 2018년까지 도널드 트럼프 미국 전 대통령의 개인 변호사였다.
마이클은 트럼프 기업의 부회장이자, 트럼프 전 대통령의 개인 변호사였으며, 종종 언론에서 트럼프 전 대통령의 "해결사"라고 묘사하였다.
그는 과거에 트럼프 엔터테인먼트(Trump Entertainment)의 공동 회장을 역임했으며, 어린이 건강 기금인 에릭 트럼프 재단(Eric Trump Foundation)의 이사로 재직했다.
2017년부터 2018년까지 공화당 전국 위원회의 재무 부위원장을 역임했다.

## 같이 보기
- 도널드 트럼프(미국 제45대 대통령)
- 에릭 트럼프